# Anastassia Vòlkova
Anastassia Vòlkova (ucraïnès: Анастасія Волкова) (nascuda c.1992) és una innovadora agrícola ucraïnesa. Va estudiar a Ucraïna, Polònia i Austràlia. A data de 2020, viu a Austràlia però manté els seus vincles empresarials amb Ucraïna, a través de la seva empresa Flurosat. La seva feina ha estat reconeguda per la BBC i per la MIT Technology Review i ha obtingut abundant finançament. Flurosat utilitza tecnologia satèl·lital i autònoma per detectar malalties en cultius quan es troben en els primers estadis de desenvolupament.

## Biografia
Va començar els seus estudis universitaris a Kíev abans d'anar a Polònia, on va obtenir un màster. Va cursar el doctorat a la Universitat de Sydney l'any 2018, després d'haver estat a Austràlia tres anys. Va fundar una empresa anomenada Flurosat que analitza fotografies de satèl·lit per proporcionar consell a pagesos sobre les seves collites. L'any 2017, en la seva oferta inicial de finançament va atraure 1 milió de dòlars. Al 2019 l'empresa havia obtingut 8.6 milions de dòlars, inclosos 3.2 miliions d'un grup dirigit per Microsoft M12. Al 2018 la seva empresa va comprar l'empresa australiana Productioni Wise, que comptava amb deu anys d'experiència en el sector.
Vòlkova, el padrí de la qual era pagès, es va adonar que podia utilitzar les seves habilitats per millorar les collites. Les collites infectades per malalties concentren els seus esforços en la lluita contra la malaltia, en detriment de seguir el seu normal desenvolupament. El programari de Vòlkova detecta aquests canvis comparant les imatges obtingudes a través de satèl·lit d'un camp particular amb un conjunt d'imatges de referència. El seu doctorat tractava sobre l'ús de drons autònoms i en la seva defensa li van preguntar com aquesta tecnologia podia ajudar a les zones rurals. La seva resposta va ser la creació de l'empresa Flurosat.
Vòlkova va ser reconeguda per la revista MIT Technology Review en la seva secció de menors de 35 anys. Al novembre de 2020, la BBC va anunciar que Volkova era inclosa en la seva llista de les 100 dones més influents de l'any, una llista de dones inspiradores d'arreu del món. Vòlkova vivia a Austràlia el 2020, però la seva empresa tenia també un equip de desenvolupadors ucraïnesos.